# My baby's daddy
My baby's daddy (2004) —en español: «El padre de mi hijo» o «Unos padres de cuidado»— es una película de comedia, dirigida por Cheryl Dunye. Es protagonizada por Eddie Griffin, Anthony Anderson, Michael Imperioli y Method Man. La película relata la historia de tres amigos a quienes se les acaba la diversión cuando sus respectivas novias anuncian que están embarazadas.
Se estrenó en los teatros el 9 de febrero de 2004 y fue lanzada en DVD el 1 de junio del mismo año.

## Sinopsis
Tres amigos solteros inmaduros (Eddie Griffin, Michael Imperioli, Anthony Anderson) se han pasado la vida de fiesta en fiesta y evadiendo las responsabilidades a toda costa. Pero cuando se enteran de que sus novias están embarazadas al mismo tiempo, la perspectiva de la paternidad puede ser lo que se necesita para asustar a los niños en crecimiento.

## Reparto
- Eddie Griffin como Lonnie.
- Anthony Anderson como G.
- Michael Imperioli como Dominic.
- Method Man como No Sirve (Randall).
- Paula Jai Parker como Rolonda.
- Bai Ling como XiXi.
- Joanna Bacalso como Nia.
- Amy Sedaris como Annabelle.
- Marsha Thomason como Brandy.
- Bobb'e J. Thompson como Lil' Tupac.
- Tommy «Tiny» Lister como Drive-By.
- John Amos como el tío Virgil.

## Secuela
Los rumores de una secuela salieron a relucir en 2006 con las cuestiones de que Anthony Anderson regresaría. Michael Imperioli y Eddie Griffin han negado su participación. Method Man es el único a bordo con el proyecto con su personaje «No Sirve» como el papel principal.
En mayo de 2010, My baby's daddy 2: playtime's up era un título de trabajo, pero se ha cambiado a My baby's daddy 2: No Good comes to wait y el elenco de estrellas comprendido por Method Man, Ice-T, y Shawn y Marlon Wayans se rumorea que regresará. El director Cheryl Dunye no tiene intenciones de ser involucrado.

## Recepción
La película tiene un índice de aprobación del 4% en Rotten Tomatoes basado en 51 comentarios de los cuales solo dos son frescos. Su consenso dice: «Llena de chistes de caca, amplios estereotipos raciales y otros chistes trillados, My baby's daddy hace lo menos absoluto de una premisa decente».
En Metacritic, la película recibió una calificación de 23/100, que indica «críticas generalmente desfavorables».